# La Marina gandiense
La Marina Gandiense forma junto con L'Urbanet el transporte urbano del municipio de Gandía y localidades limítrofes como el Real de Gandía.
El color característico de la flota de La Marina Gandiense es el amarillo, permite distinguirlo del verde de los autobuses de L'Urbanet y L'Urbà.